# Швейцарски литературни награди
„Швейцарски литературни награди“ (на немски: Schweizer Literaturpreise) се присъждат от 2012 г. ежегодно от Федералната служба по култура. Наградите отличават отделни открояващи се творби на швейцарски граждани или на живеещи в Швейцария писатели.
Освен това по препоръка на журито се присъжда швейцарски Grand Prix Literatur за цялостно творчество или за изключително обвързване с швейцарската литература. Присъжда се също специална награда за превод или литературно посредничество.
„Швейцарските литературни награди“ се дават за публикувани през предходната година литературни творби на един от четирите езика в страната или на някой швейцарски диалект.
Отличените автори получават по 25 000 швейцарски франка.
Швейцарският Grand Prix Literatur възлиза на 40 000 швейцарски франка.
Специалната награда за литературно посредничество, респ. превод също е на стойност 40 000 франка.

## Носители на наградата (подбор)
- Филип Жакоте, Паул Ницон (2014) Grand Prix Literatur
- Урс Видмер (2014)
- Адолф Мушг (2015) Grand Prix Literatur
- Хана Йоханзен (2015)
- Моник Швитер (2016)